# Nauru i olympiska spelen
Nauru medverkade i olympiska spelen första gången 1996 i Atlanta. De har därefter medverkat i samtliga olympiska sommarspel. De har aldrig medverkat i de olympiska vinterspelen.
Nauru har aldrig vunnit någon medalj och vid de första fyra spelen de deltog i hade de endast deltagare i tyngdlyftning. Vid sommarspelen 2012 och 2016 hade Nauru även tävlande i judo.

## Medaljer
| Guld | Silver | Brons | Totalt antal medaljer |
| ---- | ------ | ----- | --------------------- |
| 0    | 0      | 0     | 0                     |

### Medaljer efter sommarspel
| Spel                | Guld | Silver | Brons | Totalt |
| Atlanta 1996        | 0    | 0      | 0     | 0      |
| Sydney 2000         | 0    | 0      | 0     | 0      |
| Aten 2004           | 0    | 0      | 0     | 0      |
| Peking 2008         | 0    | 0      | 0     | 0      |
| London 2012         | 0    | 0      | 0     | 0      |
| Rio de Janeiro 2016 | 0    | 0      | 0     | 0      |
| Totalt              | 0    | 0      | 0     | 0      |